# Masters de Montecarlo 1987
El Abierto de Montecarlo 1987 fue un torneo de tenis masculino jugado sobre tierra batida. Fue la 81.ª edición de este torneo. Se celebró entre el 20 y el 26 de abril de 1987.

## Campeones

### Individuales
Mats Wilander vence a  Jimmy Arias, 4–6, 7–5, 6–1, 6–3.

### Dobles
Hans Gildemeister /  Andrés Gómez vencen a  Mansour Bahrami /  Michael Mortensen, 6–2, 6–4.